# فيصل إقبال (لاعب كريكت)
فيصل إقبال (30 ديسمبر 1981 في باكستان - ) (بالأردوية: فیصل اقبال)‏ (بالإنجليزية: فیصل اقبال)‏ هو لاعب كريكت باكستاني. شارك مع منتخب باكستان للكريكت.

## وصلات خارجية
- فيصل إقبال على موقع إي آس بي آن كريك إنفو (الإنجليزية)